# アーチ・ボナッコルシ
アーチ・ボナッコルシ（イタリア語: Aci Bonaccorsi）は、イタリア共和国シチリア州カターニア県にある、人口約3,500人の基礎自治体（コムーネ）。

## 地理

### 位置・広がり
カターニア県のコムーネ。県都カターニアから北北東へ10kmの距離にある。

#### 隣接コムーネ
隣接するコムーネは以下の通り。
- アーチ・サンタントーニオ
- サン・ジョヴァンニ・ラ・プンタ
- ヴァルヴェルデ
- ヴィアグランデ